# Poppentheatermuseum
Het Poppentheatermuseum is een klein museum in de stad Tienen (Vlaams-Brabant, België).
Dit museum bevat een collectie van 250 marionetten en handpoppen uit verschillende werelddelen en uit het Tiense Poppentheater Tijl dat al meer dan vijftig jaar bestaat.
Bezoekers krijgen er uitleg over de verschillende soorten poppentheater (schimmenspel, papierentheater, enz.).